# St.-Andreas-Kirche (Schlechtbach)

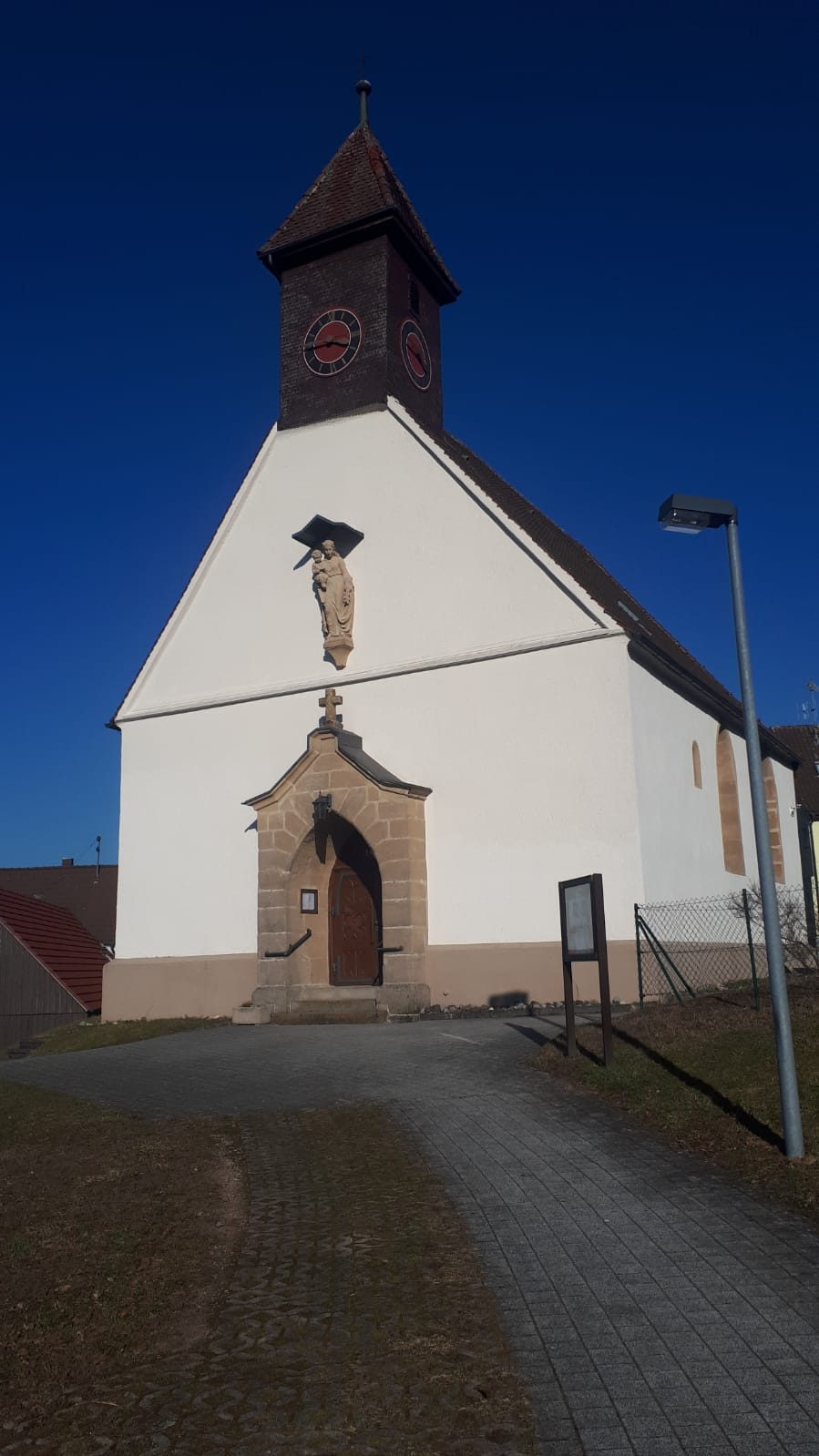

Die St.-Andreas-Kirche ist eine römisch-katholische Kirche in dem Gschwender Teilort Schlechtbach. Kirchenpatron ist der Heilige Andreas.

## Geschichte
Die Errichtung der Kirche geht auf das Jahr 1447 zurück. 1618 wurde die Kirche auf Kosten des Klosters Gottes Zell renoviert. 1863 wurde die Kirchengemeinde zur eigenen Pfarrei erhoben. Ab 1870 wurden umfangreiche Umbauten vorgenommen: Das Westportal wurde erweitert und eine Sakristei angebaut. Im Innenraum wurde eine Empore eingebaut, auf der eine Orgel installiert wurde. Außerdem wurde ein Pfarrhaus errichtet. Im Zuge der Umbaumaßnahmen wurde auch der Friedhof verlegt. Ab 2006 wurden die Außenanlagen der Kirche mit Wegen, Treppen und einem Parkplatz neu gestaltet. Eine Erinnerungstafel an Justinus Kerners Ballade Der Geiger zu Gmünd wurde 2003 installiert.
Am 24. Oktober 2016 wurde der neue Altar nach einer durch die Gemeinde komplett finanzierten Renovierung der Kirche eingeweiht.

## Ausstattung

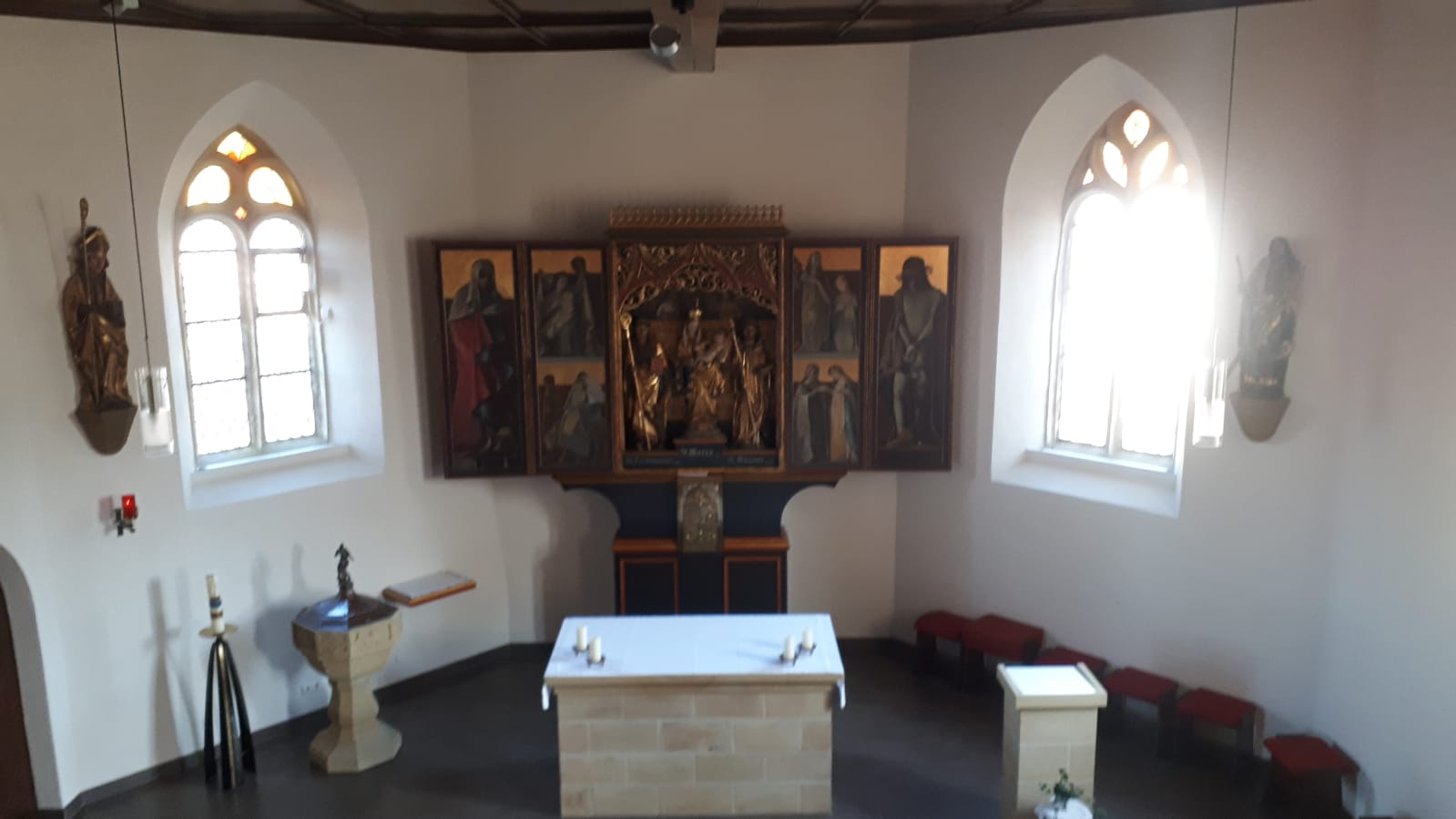
Innenraum 2015

Von 1870 bis 1945 hatte die Kirche einen Klappaltar, zwei Seitenaltäre und den Holzeneraltar. Decke und Wände waren ausgemalt. Die gotischen Maßwerkfenster des Altarraums waren mit farbigen Glasfenstern ausgestattet.
Im Zuge der Liturgiereform erhielt die Kirche einen neuen, frei stehenden, aus Steinen gemauerten Altartisch, während der alte Flügelaltar auf einem hölzernen Podest installiert wurde. Der Ambo besteht aus den Steinen des ehemaligen Altarsockels. Im Altarraum selbst befindet sich ein kelchförmiger Taufstein mit einem achteckigen Taufbecken.

### Klappaltar
Der Mittelteil des Klappaltars ist plastisch, mit farbig gefassten hölzernen Skulpturen ausgestaltet. Dargestellt sind eine gekrönte Maria mit Kind, flankiert von den Heiligen Korbinian und Magnus.
Die Malereien auf den jeweiligen Seitenflügeln zeigen rechts einen Schmerzensmann, links einen weiteren Heiligen,  auf den beiden anderen Seitenflügel sind vier Szenen aus dem Marienleben dargestellt.

### Bilder
Die St. Andreas Kirche verfügt über 21 Bilder, darunter Die Heilige Kümmernis. Das Original hängt im Justinus-Kerner-Museum, da er durch dieses Bild die Inspiration zu seinem Gedicht Der Geiger zu Gmünd bekam. Dies wurde durch einen Brief im Jahre 1817 von Justinus Kerner selbst bestätigt.

### Orgel
Die Orgel stammt aus dem Jahre 1870 und wurde von dem Orgelbauer Link errichtet. 1980 wurde die Orgel restauriert.

### Glocken
Heute besteht das Geläut aus vier Glocken.
1. Die 1950 gegossene Glocke kam nach Schlechtbach, da im Krieg die größere der beiden alten Glocken abgenommen wurde und verloren ging
2. 1970 gegossen, 1971 geweiht
3. 1970 gegossen, 1971 geweiht
4. Glocke mit der Inschrift „Im Namen St. Andrä 1447[4]“[5]